# Castle Shannon, Pennsylvania
Castle Shannon là một thị trấn thuộc quận Allegheny, tiểu bang Pennsylvania, Hoa Kỳ. Năm 2010, dân số của thị trấn này là 8316 người.